# Monika Mihajlović
Monika Mihajlović Rotim (Zagreb, 6. svibnja 1991.) je hrvatska televizijska i glasovna glumica.

## Filmografija

### Televizijske uloge
| Naslov             | Uloga          | Godina        |
| ------------------ | -------------- | ------------- |
| Sjene prošlosti    | Davorka Ružić  | 2024. – danas |
| Kud puklo da puklo | Tina Žeravica  | 2015. – 2016. |
| Tajne              | Barbara Franić | 2013. – 2014. |

### Sinkronizacija
| Naslov                                                         | Uloga                                                        | Godina |
| -------------------------------------------------------------- | ------------------------------------------------------------ | ------ |
| Obitelj Mitchell protiv strojeva                               | Jade i Melissa                                               | 2021.  |
| Vrijeme je za avanturu: Daleke zemlje                          | BMO                                                          | 2021.  |
| Noobeesi                                                       | Norah                                                        | 2021.  |
| Ratovi zvijezda: Ratovi klonova                                | Riyo Chuchi / Lagos / plesačica / Voe Attell / Naa'leth (S3) | 2020.  |
| Ekipa za 6 (serija)                                            | Jaq / Trina / Di Amara (EP23)                                | 2020.  |
| Lego Marvel Superheroji: Black Panther: Nevolja u Wakandi      | Shuri i novinarka                                            | 2020.  |
| Lego Marvel Spider-Man: Gnjavator Venom                        | Gwen Stacy / Ghost-Spider / znanstvenica #1                  | 2020.  |
| Lego Marvel Superheroji: Krajnje preopterećenje                | Pepper Potts                                                 | 2020.  |
| Lego Marvel Superheroji: Čuvari galaksije: Thanosova prijetnja | Nebula                                                       | 2020.  |
| Power Players                                                  | Zoe                                                          | 2020.  |
| Kuća obitelji Glasnić                                          | Lori Glasnić                                                 | 2020.  |
| Lego prijatelji: Djevojke na zadatku                           | Liz / Chloe / Roxy (S2)                                      | 2020.  |
| Power Rangers Beast Morphers                                   | Roxy                                                         | 2019.  |
| Star Falls                                                     | Diamond Brooks                                               | 2019.  |
| Ured za čarolije                                               | Raxy                                                         | 2019.  |
| Tajni život mačaka                                             | Mack                                                         | 2018.  |
| Miraculous: Pustolovine bubamare i crnog mačka                 | Chloé Bourgeois                                              | 2018.  |
| Henry Opasan                                                   | Heather Bogart / Layla / djevojčica gušter                   | 2018.  |
| Hej, Arnold! Zakon džungle                                     | Helga                                                        | 2018.  |
| Viteška družina                                                | Tereza 'Reza'                                                | 2018.  |
| Instant Mom                                                    | Gabby Phillips                                               | 2018.  |
| Moj Mali Poni: Prijateljstvo je čarolija                       | Twilight Sparkle                                             | 2017.  |
| Akademija za vještice                                          | Ruby Webber                                                  | 2017.  |
| Promjena igre                                                  | Kenzie                                                       | 2015.  |
| Snježna kraljica 2                                             | Maribel                                                      | 2015.  |
| Robi: Uzbuna na Orlovu vrhu                                    | Blanka                                                       | 2013.  |
| Shopkins                                                       | Cheeky Chocolate                                             | 2013.  |
| Pastuh: Animirana serija                                       | Manuela                                                      | 2013.  |

## Vanjske poveznice
- Monika Mihajlović u internetskoj bazi filmova IMDb-u (engl.)